# Línea N808 (Interurbanos Madrid)
La línea N808 de la red de autobuses interurbanos de Madrid une el intercambiador de Príncipe Pío (Madrid) con Arroyomolinos y Moraleja de Enmedio.

## Características
La línea se inauguró el 20 de diciembre del 2019, tras la aprobación del Consorcio Regional de Transportes de Madrid de abastecer con líneas nocturnas todos los días a los municipios con más de 10.000 habitantes.
Esta línea nocturna une la capital con Arroyomolinos, extendiendo su recorrido a Moraleja de Enmedio las noches de viernes, sábados y vísperas de festivo.
La línea mantiene los mismos horarios todo el año (exceptuando las vísperas de festivo y festivos de Navidad).
Está operada por la empresa Martín mediante la concesión administrativa VCM-404 - Madrid – Leganés – Fuenlabrada (Viajeros Comunidad de Madrid) del Consorcio Regional de Transportes de Madrid.

## Horarios
| Noches de domingo a jueves y festivos | Noches de domingo a jueves y festivos | Noches de viernes, sábados y vísperas de festivo | Noches de viernes, sábados y vísperas de festivo |
| Madrid > Arroyomolinos                | Arroyomolinos > Madrid                | Madrid > Moraleja de Enmedio                     | Moraleja de Enmedio > Madrid                     |
| 00:00                                 | 23:10                                 | 00:00                                            | 23:10                                            |
| 02:00                                 | 01:00                                 | 02:00                                            | 01:00                                            |
| 04:00                                 | 03:00                                 | 04:00                                            | 03:00                                            |
|                                       | 05:00                                 | 06:00                                            | 05:00                                            |

## Recorrido y paradas

### Sentido Arroyomolinos / Moraleja de Enmedio
| Código                                                                               | Parada                                  | Común con                         | Conexiones con Metro y Cercanías | Municipio           | Zona |
| ------------------------------------------------------------------------------------ | --------------------------------------- | --------------------------------- | -------------------------------- | ------------------- | ---- |
| 607                                                                                  | Virgen del Puerto - Campo del Moro      | N504 N505                         | Príncipe Pío                     | Madrid              |      |
| 892                                                                                  | Campamento                              | N19 N501 N502 N503 N504 N505 N905 | Campamento                       | Madrid              |      |
| 08461                                                                                | P.º Extremadura - Cuatro Vientos        | N501 N502 N503 N504 N505          | Cuatro Vientos                   | Madrid              |      |
| 16223                                                                                | Herreros - Forjadores                   |                                   |                                  | Arroyomolinos       |      |
| 16221                                                                                | Carpinteros - Fresadores                |                                   |                                  | Arroyomolinos       |      |
| 19293                                                                                | Av. Unión Europea - Santander           | 498                               |                                  | Arroyomolinos       |      |
| 16219                                                                                | Av. Unión Europea - Ribadeo             | 498                               |                                  | Arroyomolinos       |      |
| 16217                                                                                | Av. Unión Europea - Noruega             | 498                               |                                  | Arroyomolinos       |      |
| 17540                                                                                | Av. Unión Europea - San Fernando        | 498                               |                                  | Arroyomolinos       |      |
| 16215                                                                                | Av. Unión Europea - Torrevieja          | 498                               |                                  | Arroyomolinos       |      |
| 17546                                                                                | Av. Unión Europea - Bélgica             | 498                               |                                  | Arroyomolinos       |      |
| 11250                                                                                | Ctra. Fuenlabrada - Serranillos         | 498                               |                                  | Arroyomolinos       |      |
| 17229                                                                                | Ctra. Fuenlabrada - Urb. El Castillo    | 498                               |                                  | Arroyomolinos       |      |
| 10505                                                                                | Ctra. Fuenlabrada - Urb. La Rinconada   | 498                               |                                  | Arroyomolinos       |      |
| 17529                                                                                | Av. Mediterráneo - Benicarló            |                                   |                                  | Arroyomolinos       |      |
| 18570                                                                                | Alicante - Av. Mediterráneo             |                                   |                                  | Arroyomolinos       |      |
| 18572                                                                                | Alicante - Castellón de la Plana        |                                   |                                  | Arroyomolinos       |      |
| Las expediciones que continúan a Moraleja de Enmedio realizan las siguientes paradas |                                         |                                   |                                  |                     |      |
| 10507                                                                                | Ctra. M413 - Granja Bovina              | 498                               |                                  | Moraleja de Enmedio |      |
| 10509                                                                                | Ctra. M413 - Finca Los Coroneles        | 498                               |                                  | Moraleja de Enmedio |      |
| 10511                                                                                | Ctra. M413 - Cerámica                   | 498                               |                                  | Moraleja de Enmedio |      |
| 10512                                                                                | Ctra. M413 - Parque Primero de Mayo     | 498                               |                                  | Moraleja de Enmedio |      |
| 11879                                                                                | Pensamiento - Parque de la Constitución |                                   |                                  | Moraleja de Enmedio |      |
| 11877                                                                                | Mirasierra - Centro Cultural            |                                   |                                  | Moraleja de Enmedio |      |
| 11875                                                                                | Mirasierra - Colegio                    |                                   |                                  | Moraleja de Enmedio |      |
| 11921                                                                                | Mirasierra - Av. Fuenlabrada            |                                   |                                  | Moraleja de Enmedio |      |

### Sentido Madrid (Príncipe Pío)
| Código                                                                               | Parada                                     | Común con                         | Conexiones con Metro y Cercanías | Municipio           | Zona |
| ------------------------------------------------------------------------------------ | ------------------------------------------ | --------------------------------- | -------------------------------- | ------------------- | ---- |
| Las expediciones que proceden de Moraleja de Enmedio realizan las siguientes paradas |                                            |                                   |                                  |                     |      |
| 18286                                                                                | Mirasierra - El Escorial                   |                                   |                                  | Moraleja de Enmedio |      |
| 11874                                                                                | Mirasierra - Colegio                       |                                   |                                  | Moraleja de Enmedio |      |
| 11876                                                                                | Mirasierra - Centro Cultural               |                                   |                                  | Moraleja de Enmedio |      |
| 11878                                                                                | Guadarrama - Av. Móstoles                  |                                   |                                  | Moraleja de Enmedio |      |
| 11880                                                                                | Pensamiento - Petunia                      |                                   |                                  | Moraleja de Enmedio |      |
| 08169                                                                                | Ctra. M413 - Parque Primero de Mayo        | 498                               |                                  | Moraleja de Enmedio |      |
| 10510                                                                                | Ctra. M413 - Cerámica                      | 498                               |                                  | Moraleja de Enmedio |      |
| 10508                                                                                | Ctra. M413 - Finca Los Coroneles           | 498                               |                                  | Moraleja de Enmedio |      |
| 10506                                                                                | Ctra. M413 - Granja Bovina                 | 498                               |                                  | Moraleja de Enmedio |      |
| Paradas del itinerario común                                                         |                                            |                                   |                                  |                     |      |
| 18571                                                                                | Alicante - Tarragona                       |                                   |                                  | Arroyomolinos       |      |
| 18569                                                                                | Alicante - Av. Mediterráneo                |                                   |                                  | Arroyomolinos       |      |
| 18568                                                                                | Av. Mediterráneo - Valencia                |                                   |                                  | Arroyomolinos       |      |
| 10504                                                                                | Ctra. Fuenlabrada - Urb. La Rinconada      | 498                               |                                  | Arroyomolinos       |      |
| 16629                                                                                | Ctra. Fuenlabrada - Arroyo de Moraleja     |                                   |                                  | Arroyomolinos       |      |
| 08171                                                                                | Ctra. Fuenlabrada - Serranillos            | 498                               |                                  | Arroyomolinos       |      |
| 17545                                                                                | Av. Unión Europea - Río Tajo               | 498                               |                                  | Arroyomolinos       |      |
| 16214                                                                                | Av. Unión Europea - Torrevieja             | 498                               |                                  | Arroyomolinos       |      |
| 17539                                                                                | Av. Unión Europea - Línea de la Concepción | 498                               |                                  | Arroyomolinos       |      |
| 16216                                                                                | Av. Unión Europea - El Ferrol              | 498                               |                                  | Arroyomolinos       |      |
| 16218                                                                                | Av. Unión Europea - Avilés                 | 498                               |                                  | Arroyomolinos       |      |
| 19294                                                                                | Av. Unión Europea - Santander              | 498                               |                                  | Arroyomolinos       |      |
| 16220                                                                                | Carpinteros - Fresadores                   |                                   |                                  | Arroyomolinos       |      |
| 16222                                                                                | Herreros - Forjadores                      |                                   |                                  | Arroyomolinos       |      |
| 08464                                                                                | P.º Extremadura - Cuatro Vientos           | N501 N502 N503 N504 N505          | Cuatro Vientos                   | Madrid              |      |
| 893                                                                                  | Campamento                                 | N19 N501 N502 N503 N504 N505 N905 | Campamento                       | Madrid              |      |
| 607                                                                                  | Virgen del Puerto - Campo del Moro         | N504 N505                         | Príncipe Pío                     | Madrid              |      |